# Myosotis sylvatica
Myosotis sylvatica é uma espécie de planta com flor pertencente à família Boraginaceae. 
A autoridade científica da espécie é Hoffm., tendo sido publicada em Deutsche Flora. Pharmaceutisch-medicinische Botanik 1: 61. 1791.

## Portugal
Trata-se de uma espécie presente no território português, nomeadamente no Arquipélago da Madeira.
Em termos de naturalidade é introduzida na região atrás indicada.

## Protecção
Não se encontra protegida por legislação portuguesa ou da Comunidade Europeia.